# Bhairavnath-Tempel

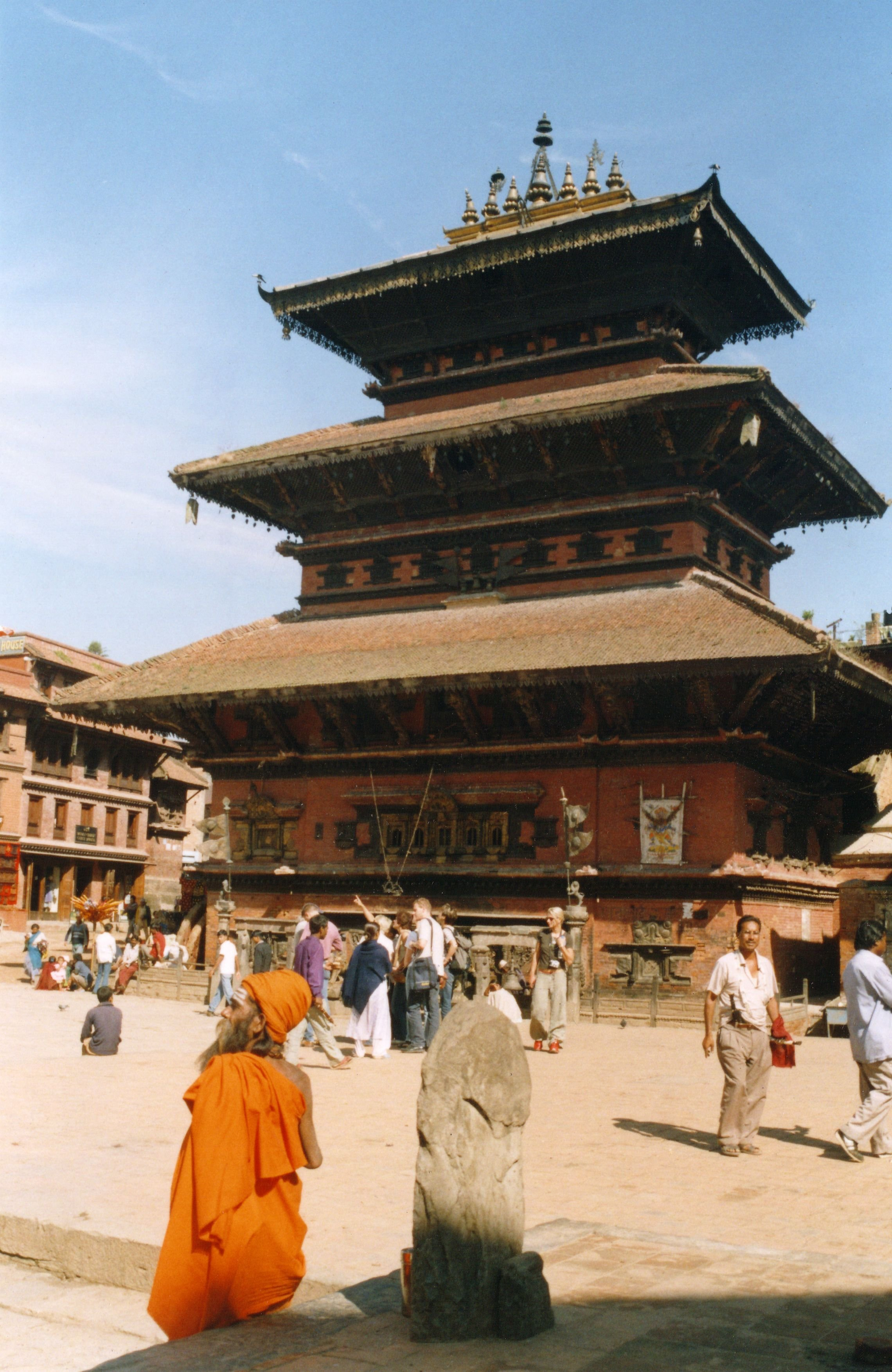
Bhairavnath-Tempel

Der Bhairavnath-Tempel befindet sich auf dem Taumadhi-Platz, südöstlich des Durbar-Platzes, in Bhaktapur, Nepal. Er ist Bhairava (भैरव, „der Schreckliche“) geweiht, einer Form von Shiva.

## Geschichte und Aufbau
Bereits um 1600 stand an dieser Stelle ein Tempel, der dieser Gottheit geweiht war. Im Gegensatz zum Nyatapola-Tempel hat der Bhairavnath-Tempel einen längsrechteckigen Grundriss. Dass sich weiterhin das Kultbild nicht, wie sonst üblich, auf der Ebene des Eingangs, sondern in einem oberen Stockwerk befindet, deutet darauf hin, dass der Bhairava-Tempel seinen Ursprung in einem städtischen Wohnhaus hat. Dies würde auch erklären, dass der Bau keine Art von Sockel aufweist, der sonst Basis jeden nepalesischen Tempels ist. Der zunächst einstöckig gebaute Tempel wurde um 1718 unter der Herrschaft von König Bhupatindra Malla um zwei Stockwerke erweitert. Der Tempel wurde, nach schweren Zerstörungen durch das Erdbeben von 1934, rekonstruiert.
Die ursprüngliche Höhe wird noch heute durch einen Dachaufsatz auf dem ersten Dach angegeben, der aus drei Kalashas besteht und sich auf dem obersten Dach wiederholt. Die Erhöhung um zwei Stockwerke hatte wohl kultische Gründe, denn die in einem übergroßen Tempel (Nyatapola, 1703) residierende Muttergottheit sollte Bhairava nicht erdrücken. Um das kultische Gleichgewicht wiederherzustellen, wurden 1718 zwei Geschosse hinzugefügt. Das nach Westen gerichtete Bildnis Bhairavas blickt heute durch eine Folge von fünf vergoldeten Fenstern auf den Platz.